# Duals
Duals ist ein Triple-Album von Jeb Bishop, Pandelis Karayorgis und Damon Smith mit Duetten der Musiker. Die zwischen Herbst 2021 und Sommer 2022 in Boston entstandenen Aufnahmen erschienen 2023 auf dem Label Balance Point Acoustics.

## Hintergrund
Jede CD dieses Dreifachalbums enthält jeweils eine Duo-Session zwischen den drei Musikern: Posaune-Bass (Tracks 1–9), Piano-Bass (Tracks 10–21) und Piano-Posaune (Tracks 22–33), aufgenommen im Laufe von Jeb Bishops letztem Jahr in Boston und kurz nachdem Damon Smith nach St. Louis gezogen war.
Die erste Scheibe präsentiert die Zusammenarbeit zwischen Bishops Posaune und Smiths Bass. Zuvor hatten die beiden Musiker zusammen in einem freien Improvisationsquartett mit dem Kornettisten Dan Clucas und dem Schlagzeuger Matt Crane gespielt, außerdem in der Formation JeJaWeDa, einem weiteren Quartett mit dem Schlagzeuger Weasel Walter und dem Sänger Jaap Blonk aufgenommen. Disc zwei enthält Piano- und Bass-Duette von Pandelis Karayorgis und Smith; letzterer ist Mitglied des Trios von Pandelis Karayorgis und auch von dessen Double Trio. Im Unterschied zur improvisierten Musik der ersten CD werden hier zwölf komponierte Titel interpretiert, die von der Urheberschaft her zwischen Smith und Karayorgis aufgeteilt sind. Das Duo aus Jeb Bishop und Karayorgis mit einer Mischung aus komponierten und improvisierten Stücken schließt das Album ab. Beide Musiker sind Mitglieder von The Whammies, einem Ensemble, das sich der Musik von Steve Lacy verschrieben hat, sowie der Avantgarde-Bigband Bathysphere.

## Titelliste
- Jeb Bishop, Pandelis Karayorgis, Damon Smith: Duals (Balance Point Acoustics)[2]

1. Jeb Bishop / Damon Smith - Caltrop 4:49
2. Jeb Bishop / Damon Smith - Parsnip 5:36
3. Jeb Bishop / Damon Smith - Protocol 5:33
4. Jeb Bishop / Damon Smith - Photo Op 6:09
5. Jeb Bishop / Damon Smith - Blecher 4:51
6. Jeb Bishop / Damon Smith - Uni Device 5:46
7. Jeb Bishop / Damon Smith - Wageningen 6:15
8. Jeb Bishop / Damon Smith - Pestalozzi 7:03
9. Jeb Bishop / Damon Smith - School Device 6:59
10. Pandelis Karayorgis / Damon Smith - Pennant 7:17
11. Pandelis Karayorgis / Damon Smith - Ravine 5:12
12. Pandelis Karayorgis / Damon Smith - Whistles 4:25
13. Pandelis Karayorgis / Damon Smith - Lifgatowy 5:11
14. Pandelis Karayorgis / Damon Smith - Procession 5:04
15. Pandelis Karayorgis / Damon Smith - Entanglement 8:14
16. Pandelis Karayorgis / Damon Smith - Extruded 3:26
17. Pandelis Karayorgis / Damon Smith - Undertow 6:31
18. Pandelis Karayorgis / Damon Smith - Mr Cook 4:23
19. Pandelis Karayorgis / Damon Smith - Weft 5:06
20. Pandelis Karayorgis / Damon Smith - Something Stirring Underfoot 1:47
21. Pandelis Karayorgis / Damon Smith - Hommage 5:51
22. Jeb Bishop / Pandelis Karayorgis - Scry 4:38
23. Jeb Bishop / Pandelis Karayorgis - Slack Tide 5:30
24. Jeb Bishop / Pandelis Karayorgis - Roil JB 4:43
25. Jeb Bishop / Pandelis Karayorgis - Ledger 4:43
26. Jeb Bishop / Pandelis Karayorgis - Never Ending 4:49
27. Jeb Bishop / Pandelis Karayorgis - Redarrow 4:55
28. Jeb Bishop / Pandelis Karayorgis - Razorlip 5:45
29. Jeb Bishop / Pandelis Karayorgis - Summer 6:49
30. Jeb Bishop / Pandelis Karayorgis - Ledge 6:16
31. Jeb Bishop / Pandelis Karayorgis - Three 6:00
32. Jeb Bishop / Pandelis Karayorgis - Ice 5:25
33. Jeb Bishop / Pandelis Karayorgis - Roil PK 5:31

## Rezeption
Nach Ansicht von Mark Corroto, der das Album in All About Jazz rezensierte, reiche Jeb Bishops und Damons Smith Musik von rau bis wohlklingend. Beide Musiker hätten die Gabe, Turbulenzen anzuregen und auch leise Klänge zu liefern. Zusammen würden sie ein Gleichgewicht finden, wobei Bishop auf „Blecher“ knalle und knurre, während Bassist Smith Objekte auf seine Saiten auftrage. Ein gedämpftes Posaunen-„Pestalozzi“ verlängere Smiths gestrichene Erkundungen unterschiedlicher Tonhöhen und Rumpeln. Auf weitere Objekte werde auf „School Device“ geschlagen, während Smith seinen tongenerierenden Bass manipuliere und Bishop das bluesige Idiom seiner Posaune übersetze.
Karayorgis’ Kompositionen [auf Disc 2] seien geprägt von seiner Vorliebe für die Musik von Thelonious Monk, während Smiths Kompositionsstil  eher auf Chaos hinweise, schrieb Corroto. Dennoch müsse sein Mahlstrom als kammermusikalische Turbulenz der feinsten Sorte eingestuft werden. Bishops und
Karayorgis' Vertrautheit mit der Herangehensweise des anderen werde auf den zwölf Tracks [der dritten CD] deutlich. Diese würden ziemlich komponiert klingen, ähnlich wie Kammermusik „Three“, „Never Ending“ und das wunderbar nüchterne „Ice“, welche dad Duo in einem sympathetischen Einklang spielten. Bishop habe die Fähigkeit, seine Posaune in das sanfteste Instrument zu verwandeln, wenn er die gedämpften Töne von Karayorgis begleiten soll. Auf die Stille folgt das Stampfen der linken Hand des Pianisten und das Blöken und Grollen auf den Tasten von „Roll PK“ oder die maschinenartige Redundanz von „Razorlip“.